# Bulia abrupta
Bulia abrupta är en fjärilsart som beskrevs av Pieter Cornelius Tobias Snellen 1887. Bulia abrupta ingår i släktet Bulia och familjen nattflyn. Inga underarter finns listade i Catalogue of Life.